# 巴利沃纳
巴利沃纳，是西班牙瓦伦西亚自治区卡斯特利翁省的一个市镇。总面积91平方公里，总人口90人（2001年），人口密度1人/平方公里。